# نام شما چیست (ترانه آشر)
«نام شما چیست» تک‌آهنگی از هنرمند اهل ایالات متحده آمریکا آشر، ویل.آی.ام است که در سال ۲۰۰۸ میلادی منتشر شد.